# Ischnomantis gracilis
Ischnomantis gracilis es una especie de mantis de la familia Mantidae.

## Distribución geográfica
Se encuentra en Kenia y Somalia.